# Zanderij
Zanderij est un village situé dans le nord du Suriname, dans le district de Para. Il est situé à environ 50 kilomètres au sud de la capitale Paramaribo, sur la route d'interconnexion est-ouest au sud. L'aéroport international Johan Adolf Pengel est situé dans les environs de cette ville.